# Благородна Дулич
Благородна Дулич (на македонска литературна норма: Благородна Дулиќ) е северномакедонска юристка и политик.

## Биография
Роден е на 18 април 1941 година в град Кочани. Завършва Юридическия факултет на Скопския университет. Няколко мандата от 2006 до 2014 година е депутат в Събранието на Република Македония от ВМОРО-ДПМНЕ. Членка е на няколко парламентарни комисии - председател на Законодателно-правната комисия, заместник-председател на Комисията по питанията и изборите и номинациите, членка на Комисията по конституционни въпроси, членка на парламентарната група на Събранието за сътрудничество с Парламента на Федерацията Босна и Херцеговина, членка на парламентарната група на Събранието за сътрудничество с Парламента на Република Хърватия, членка на парламентарната група на Събранието за сътрудничество с парламента на Черна гора.
Дулич е членка на Републиканския съдебен съвет, съдия във Върховния съд и Стопанския съд на Република Македония.
Умира на 7 май 2019 година в Скопие.